# Schladen-Werla
Schladen-Werla è un comune tedesco, in Bassa Sassonia.

## Storia
Il comune di Schladen-Werla venne creato il 1º novembre 2013 dalla fusione della città di Hornburg con i comuni di Gielde, Schladen e Werlaburgdorf, fino ad allora associati nella Samtgemeinde Schladen.